# Йоахім фон Тресков
Йоахім Адам Отто фон Тресков (нім. Joachim Adam Otto von Tresckow; 20 червня 1894, Данциг — 3 листопада 1958, Бюккебург) — німецький воєначальник, генерал-лейтенант вермахту. Кавалер Лицарського хреста Залізного хреста.

## Біографія
Учасник Першої світової війни. Після демобілізації армії залишений у рейхсвері. З 3 квітня 1942 до 30 листопада 1943 року — командир 328-ї піхотної дивізії. З 1 лютого по вересень 1944 року — командир 18-ї авіапольової дивізії. З 15 по 23 листопада 1944 року — командир 30-го армійського корпусу. В останні місяці Другої світової війни — заступник командира 59-го армійського корпусу. 

## Нагороди[1]
- Залізний хрест 2-го і 1-го класу
- Хрест «За військові заслуги» (Брауншвейг) 2-го і 1-го класу[2]
- Ганзейський Хрест (Гамбург)
- Нагрудний знак «За поранення» в сріблі

- Почесний хрест ветерана війни з мечами
- Медаль «За вислугу років у Вермахті» 4-го, 3-го, 2-го і 1-го класу (25 років)[2]

- Застібка до Залізного хреста 2-го і 1-го класу
- Німецький хрест в золоті (15 грудня 1941) — як оберст і командир 58-го піхотного полку.
- Лицарський хрест Залізного хреста (19 вересня 1944) — як генерал-лейтенант і командир 18-ї авіапольової дивізії.